# Cristi Puiu
Cristi Puiu (ur. 3 kwietnia 1967 w Bukareszcie) – rumuński reżyser i scenarzysta filmowy. Uważany powszechnie za odnowiciela współczesnego kina rumuńskiego i „ojca chrzestnego rumuńskiej nowej fali”.

## Życiorys
Studiował malarstwo na bukareszteńskiej Akademii Sztuk Pięknych i reżyserię w genewskiej École Superieure d’Arts Visuels. Jego debiut fabularny Towar i kasa (2001) był naturalistycznym kinem drogi, opowiadającym o czasach ustrojowej transformacji w Rumunii po 1989.
Światową sławę zyskał dramatem egzystencjalnym Śmierć pana Lăzărescu (2005) o pacjencie nieustannie odprawianym przez całą noc od jednego szpitala do drugiego. Jego minimalistyczny, obserwacyjny styl stał się znakiem firmowym rumuńskiej nowej fali, której film był pionierskim dziełem. Obraz ten, uznawany za jedno ze szczytowych osiągnięć rumuńskiego kina, zdobył wiele nagród (w tym na 58. MFF w Cannes w sekcji "Un Certain Regard") i zapoczątkował modę na kino rumuńskie.
Kolejny film Puiu, Aurora (2010), był równie ambitnym przedsięwzięciem. W tym trzygodzinnym specyficznym moralitecie reżyser zagrał też główną rolę. 
Sieranevada (2016) to z kolei wiwisekcja współczesnego życia rodzinnego w ojczystej Rumunii. Film startował w konkursie głównym na 69. MFF w Cannes, był również rumuńskim kandydatem do Oscara za najlepszy film nieanglojęzyczny.
Zasiadał w jury sekcji "Un Certain Regard" na 60. MFF w Cannes (2007).

## Życie prywatne
Żoną reżysera jest producentka jego filmów Anca Puiu. Para ma trzy córki: Smarandę, Ileanę i Zoe.

## Filmografia

### reżyser
- 2001: Towar i kasa (Marfa și banii)
- 2004: Papierosy i kawa (Un cartuș de Kent și un pachet de cafea) - krótkometrażowy
- 2005: Śmierć pana Lăzărescu (Moartea domnului Lăzărescu)
- 2010: Aurora
- 2013: Trzy etiudy (Trois exercices d'interprétation)
- 2014: Mosty Sarajewa (Les ponts de Sarajevo) - segment Das Spektrum Europas
- 2016: Sieranevada[6][7]
- 2020: Malmkrog